# Canyet de Mar
Canyet de Mar és el litoral del municipi de Santa Cristina d'Aro on es troba la urbanització Rosamar. Per arribar-hi cal agafar la carretera de la costa, la GI-682, que va de Sant Feliu de Guíxols a Tossa de Mar. A mig camí hi ha un desviament cap a la urbanització Rosamar.

## Urbanització Rosamar
Aquesta urbanització té una barana d'accés. Fora de temporada d'estiu la barana sol estar oberta, durant la temporada turística cal pagar. Una riera travessa la urbanització delimitant els municipis de Santa Cristina d'Aro a ponent i Sant Feliu de Guíxols a llevant.
La platja dels Canyerets es troba a llevant de la riera que desemboca sobre l'arenal i pertany al municipi de Sant Feliu de Guíxols.

## Ava Gardner
A la urbanització a prop de la platja de Canyet hi ha una estàtua femenina asseguda. És un homenatge a l'actriu Ava Gardner. L'actriu va actuar a la pel·lícula Pandora and the Flying Dutchman l'any 1951, rodada a la Costa Brava.

## Platja de Canyet
La platja de Canyet, situada davant de la urbanització Rosamar, està envoltada de penya-segats escarpats coberts per una vegetació exuberant. Té una longitud de 60 metres per una amplada mitjana de gairebé 10 metres i està formada per sorra de gra gruixut.

## Esculls de Canyet
Es tracta d'un grup de roques de color rosaci a ponent de la platja de Canyet, que s'endinsen en el mar units per un seguit de ponts de pedra.

## Cala de Canyet
La Cala de Canyet és una cala de no més de cinc metres d'ample flanquejats pel turonet de la Punta de Canyet a llevant i uns esculls de la platja de Canyet a ponent.